# ミッドナイトパンサー
『ミッドナイトパンサー』 (MIDNIGHT PANTHER) は、朝霧夕による日本の漫画、およびそれを原作としたアダルトアニメ。

## 概要
『月刊コミックNORA』にて、1994年2月号から1997年3月号まで連載された。それまでは王道的な少女漫画を描いていたあさぎり夕が少年漫画に合わせてお色気要素をふんだんに盛り込み、朝霧夕名義で描いた。あさぎり曰く、作品の方向性は「本性を表しただけ」とのこと。昼は男達の目を楽しませる旅の踊り子「プシキャット」、夜は暗殺請負人「ミッドナイトパンサー」として活動する三姉妹の活躍を描く。

## 登場人物

### プシキャット / ミッドナイトパンサー
街から街へ馬車で移動しながら共に活動する仲間かつ家族であるが、それぞれに血縁関係は存在しない。
ルウ / ルキシュ
三姉妹の三女。15歳。褐色の肌とショートの髪を併せ持ち、まだまだ色気より食い気の活発な美少女。体形はケイやソニアより華奢という設定であるが、原作ではバストサイズが安定しておらず、話や場面によってまちまちに描かれている。暗殺の際には、剣と自身に仕込まれた猛毒を使う。龍国王バドの暗殺の際にはソニアに倣って寝床を共にし、猛毒を塗った肌を舐めさせた後、首を断った。
正体は、先代の龍国王と王妃の間に生まれた女子。龍国の王族は男子しか王位継承権を持てないため、自分の子より先に生まれた側室の子であるバドに王位を継承させまいと考えた王妃によって男子として育てられたが、そのことを知らないまま反乱を起こしたバドに追われて川へ落ちた果てにババに拾われた、4年後の姿である。背中にはバドに追われた際に生じた傷痕が残っており、元は白かった肌もババの薬で褐色にされ、それ以来毒の効かない身体となった。
バドには川へ落ちて死んだものと思われていたためもあり、暗殺後は幽霊化した彼に付きまとわれて嫌がることとなるが、無意識下では兄のバドこそが理想の男性であるため、複雑な思いに悩むこととなる。
シドが旅のメンバーに加わった後は、彼を無邪気に誘惑しシドを惑わせている。
ソニア・星（せい）
三姉妹の長女。18歳。色白な肌と脚まで届くストレートの髪、そしてケイ以上に男性を魅了する肢体を併せ持った淑やかな美女。暗殺の際にはその体でターゲットを誘惑し、首に素早く自身の長い髪を巻き付けて絞殺する。三姉妹でただ一人処女でなく、性に関してかなり奔放な面がある。
育ての親であり肉体関係もあったラルフのことを憎むと同時に愛しており、再会のたびに憎まれ口をたたきながらも誘惑し、ベッドを共にする。死を目前にし現れた彼の看護をするためソニアはプシキャットを離れようとした。
寂しい目をした男に惹かれることが多く、仕事と無関係に性的関係を結ぶのは線の細い薄幸そうな男が多い。時には初対面であっても自分から積極的に体と唇を使って誘惑し、散らかった机の上や周りを敵に囲まれる中での狭い舟の中など場所も選ばない。ラルフの幻覚を見せられた時は幻覚であることをわかりつつも楽しむために白昼堂々服を脱いだ。男のあしらい方、喜ばせ方はラルフから教え込まれたもの。
花のお江戸でも胸を患った男・氷雨と恋仲になっており、いったん別れたが物語終盤、ソニアの前に現れている。
ケイ・シンクレア
三姉妹の次女。16歳。色白な肌とウェーブの髪、そして男性を魅了する色気と旺盛な食い気を併せ持った陽気な美女。暗殺の際にはヒョウへ変身してターゲットに素早く襲いかかり、食い殺す。変身後の身体能力はヒョウそのものと化しており、常人には反撃できない。
ソニアに次ぐ色気の持ち主であるが、興奮すると変身してしまい気がつくと惚れた男を食べてしまっている。ゆえに未だ処女である。食べてしまえば永遠に自分のものであり、それが惚れた男を手に入れる一番の方法だからだ。
変身能力からもわかるように生粋の人間ではなく、物語が進むにつれて実は人工的に造られた存在であるという出生の秘密も示唆される。
物語中盤、黒豹のデモンと出会い恋人となった。完全な猛獣であり能力的にケイを上回るので食べることはないようで、むしろ人の姿のままデモンに肌を味わわせて楽しんでいる様子が作中で描かれている。
ババ
プシキャットの受付兼マネージャーにして、ミッドナイトパンサーの元締め。お金には極めてうるさい守銭奴の小柄で醜い老婆であるが、若い頃は三姉妹にも劣らない美人だった。

### 旅の仲間
バド・エロヒム・ギボール2世
龍国王。先代の国王と側室の間に生まれたが、国王と王妃の間に生まれた弟王子（ルウ）の王位継承を良しとせずに反乱を起こし、両親と弟王子を殺害して王位に就いた、冷酷かつ残忍な美青年。警戒心が強く、常に護衛を伴わせている。ルウについては男性と思い込んでおり、彼女にまつわる真相についても4年後に暗殺される直前まで知らなかった。
ルウに暗殺された後、彼女以外には基本的に視認や接触のできない幽霊と化してルウに付きまとうようになる。また、性格は生前からやや異なるものへ変貌しており、スケベさを表に出して隙あらばルウを犯そうとする。
シドが双子の兄弟だと知った後は、彼の身体をのっとろうとしている。
神父アダム
バドと瓜二つだが、知的かつ上品で雰囲気がまったく違う。
教皇エリアルが欲望のままに生きているのに嫌気が差し、教皇を裏切りルウたちを助けるが、罪悪感から一旦死のうとする。ルウに力ずくで止められ気を失うがその間はバドが身体を乗っ取っられていた。自分が死んだら悪霊のバドに身体を奪われてしまうので自死はやめる。その後、自分がバドの双子の片割れシド・エロヒム・ギボールであり、ルウとも兄妹であると告げた。
シド・エロヒム・ギボール
神父を捨てた後はプシキャットの旅に加わった。清廉潔白で女性の体に耐性がない。バドに体をのっとられた時はルウを襲いかけてしまうことがある。シド自身もルウに惹かれていることに気がつき苦悩する。
デモン
黒豹。森に住み人々から魔物と恐れられていた。
生贄として捕らえられていたケイトと意気投合し恋仲となる。その後、プシキャットの一員となった。

### 主なゲストキャラ
ラルフ
ソニアの育ての親。飲んだくれで痩せこけた男。ソニアを200ギニーでオババに売った。しかしラルフによると自分がした「ちったあましなこと」だったらしい。久しぶりにソニアの前に現れたときは既に命は長くないと自覚しており殺されてもいいと告げる。育てていたときから肉体関係はあった模様で再会するたびにソニアの誘いに乗りベッドで抱いている。ソニアにとって一番憎い男だが「私の目の前で死なないで」と告げる。
その後、200ギニーを返しにソニアの前にまた現れる。死を目前にした姿にソニアはプシキャットを離れ、彼の死を見取ろうとするが、町を襲った竜からソニアを守るために命を落とした。
雷（らい）
宿の用心棒だが、花のお江戸の殺し屋家業の男。
ルウを助け出すが、彼女を逃がすために命を落とす。
氷雨（ひさめ）
雷と同じく花のお江戸の殺し屋家業の男。
胸を患っていて時折せき込んでいる。ソニアと出会いお互いが殺し屋だと気がつくが、お互い血の匂いがする部分にひかれ宿で関係を二度結び、その後も周りを敵に囲まれる最中に舟の中で関係を持つ。雷の弔いに奉行所に復讐した後は、病持ちゆえに旅には加わらずソニアと別れるが、物語終盤ソニアたちの前に現れ「乗せていってくれないか」と告げた。

## OVA
原作のバド編をアダルトアニメ化。発表当時、アダルトアニメを精力的に制作していたアームスと、同社に所属するアニメーター・りんしんの代表作の1つとして数えられるほか、成人向け漫画ではなく少年漫画を原作とした唯一の作品としても知られる。アダルトアニメであるゆえ、セックスや血飛沫などの過激なシーンについては原作より詳細に描写されている。
メインターゲットがバドであることは変わらないものの、ターゲットの人数が増やされたりバド編以降の話からの導入や流用が見られるなど、アニメオリジナル要素も盛り込まれている。

### 登場人物（OVA）
ルウ
声 - 桜木みほ
設定は原作に準拠するが、身体は原作より華奢に描かれている。
ケイ・シンクレア
声 - 長沢弥生
VOL.1のアバンではバド編以前の活躍が示唆されているほか、本編ではターゲットが増やされている。「プシキャット」の一員として男性客を楽しませる姿のほか、ターゲットに衣服を破られて乳首が露出してしまう姿や、ヒョウへ変身してターゲットの首を噛みちぎり、食い殺す姿が描かれている。
ソニア・星
声 - 二階堂美子
ターゲットやセックスシーンが増やされており、VOL.1のアバンでは原作でも描かれた衛兵とのセックスシーン以前に牧師をセックス後に教会の鐘へ吊るし、絞殺したことが示唆されている。また、本編のセックスシーンではターゲットにさまざまな体位で原作以上のセクシーな反応を返すほか、VOL.2ではアクロバティックな体位への移行にも応じるなど、バド編以降の話から要素を流用したとうかがえるシーンも描かれている。
ババ
声 - 田野昭平
バド・エロヒム・ギボール2世
声 - 御園圭一
原作の要素に加え、城下では村人たちに恐怖政治を強いているほか、城内の寝室では美しい侍女たちに複数での夜伽を行わせていることも描かれている。
ダーク
声 - 沢渡一哉
隊長
声 - 藤堂幹生
宰相
声 - 坂出哲雄

### 各巻詳細（OVA）
VOL.1『愛であなたを殺してあげる』
VHS、LD：1998年8月25日発売 / 収録時間：30分
VCD：1998年10月25日発売 / 収録時間：30分
DVD：1998年11月25日発売 / 収録時間：30分
VOL.2『永遠のキスをあなたにあげる』
VHS、LD：1998年12月18日発売 / 収録時間：30分
VCD：1999年1月25日発売 / 収録時間：30分
DVD：1999年2月25日発売 / 収録時間：30分
『Complete Edition』
DVD：2013年9月6日発売 / 収録時間：60分
VOL.1とVOL.2をディスク1枚に同時収録した廉価版。モザイク処理が見直されて旧製品より緩和されているが、画面アスペクト比も見直されているため、再生環境によっては旧製品より横長に映ってしまうことが、発売元やパッケージ裏の画面写真からも明らかとなっている。
北アメリカでは2002年3月8日にVOL.1とVOL.2をディスク1枚に同時収録した北米版正規廉価DVDが発売されているが、無修正ゆえに日本国内では入手不可。

### スタッフ
- 企画 - 金木怪男、天地悠大
- 監督・脚本・絵コンテ - 杜野幼青
- 演出 - 小川浩（VOL.1）
- キャラクターデザイン - りんしん
- 作画監督 - りんしん、柳野龍男（VOL.2）
- 作画監督助手 - 高木信一郎（VOL.1）
- 色彩設計 - そらのくもこ
- 美術監督 - 池端茂
- 撮影監督 - 沖野雅英
- 音響監督 - 鶴岡陽太
- 音楽 - アン・フー
- スーパーバイザー - Dr.POCHI
- プロデューサー - 雅太郎、ジャイアント清水
- アニメーション制作 - アームス
- 製作 - グリーンバニー
- 発売、販売元 - ビームエンタテインメント